# Schlammnatter
Die Schlammnatter (Farancia abacura) ist eine in Nordamerika vorkommende ungiftige Schlangenart aus der Familie der Nattern.

## Merkmale
Die Schlammnatter hat einen kräftig gebauten Körper und erreicht normalerweise eine Gesamtlänge von 75 bis 120 Zentimetern. Das größte gemessene Exemplar war 207 Zentimeter lang. Die Weibchen sind deutlich länger als die Männchen. Der schmale Kopf und der Nacken haben etwa die gleiche Breite wie der Körper. Die Schuppen sind glänzend. Die Rückenfarbe ist schwarz. Der dunkle Bauch ist mit breiten rotorangefarbigen Streifen gemustert, die an den Seiten auslaufen. Selten erscheinen Individuen, die nahezu einfarbig schwarz oder deren Bauchstreifen weißlich sind. Die Analplatte ist geteilt. Die Schlammnatter besitzt am Schwanzende eine spitze, dornenartige Hornschuppe. Damit kann sie glitschige Nahrung fixieren.

## Ähnliche Arten
Da die Rotbäuchige Schwarzotter (Pseudechis porphyriacus) lediglich in Australien vorkommt, gibt es keine geographische Überlappung mit der Schlammnatter.

## Verbreitung, Unterarten und Lebensraum
Die Schlammnatter ist in Florida, Louisiana, Alabama, Mississippi, Missouri, Texas, Arkansas, Tennessee, Georgia, North Carolina, South Carolina, Illinois, Kentucky, Virginia und Maryland heimisch. In den östlichen Regionen kommt die Nominatform Farancia abacura abacura, in den westlichen die Unterart Farancia abacura reinwardtii vor. Die Schlange bewohnt bevorzugt schlammige Ränder von Bächen und Seen, Sümpfe und Brackgewässer.

## Lebensweise

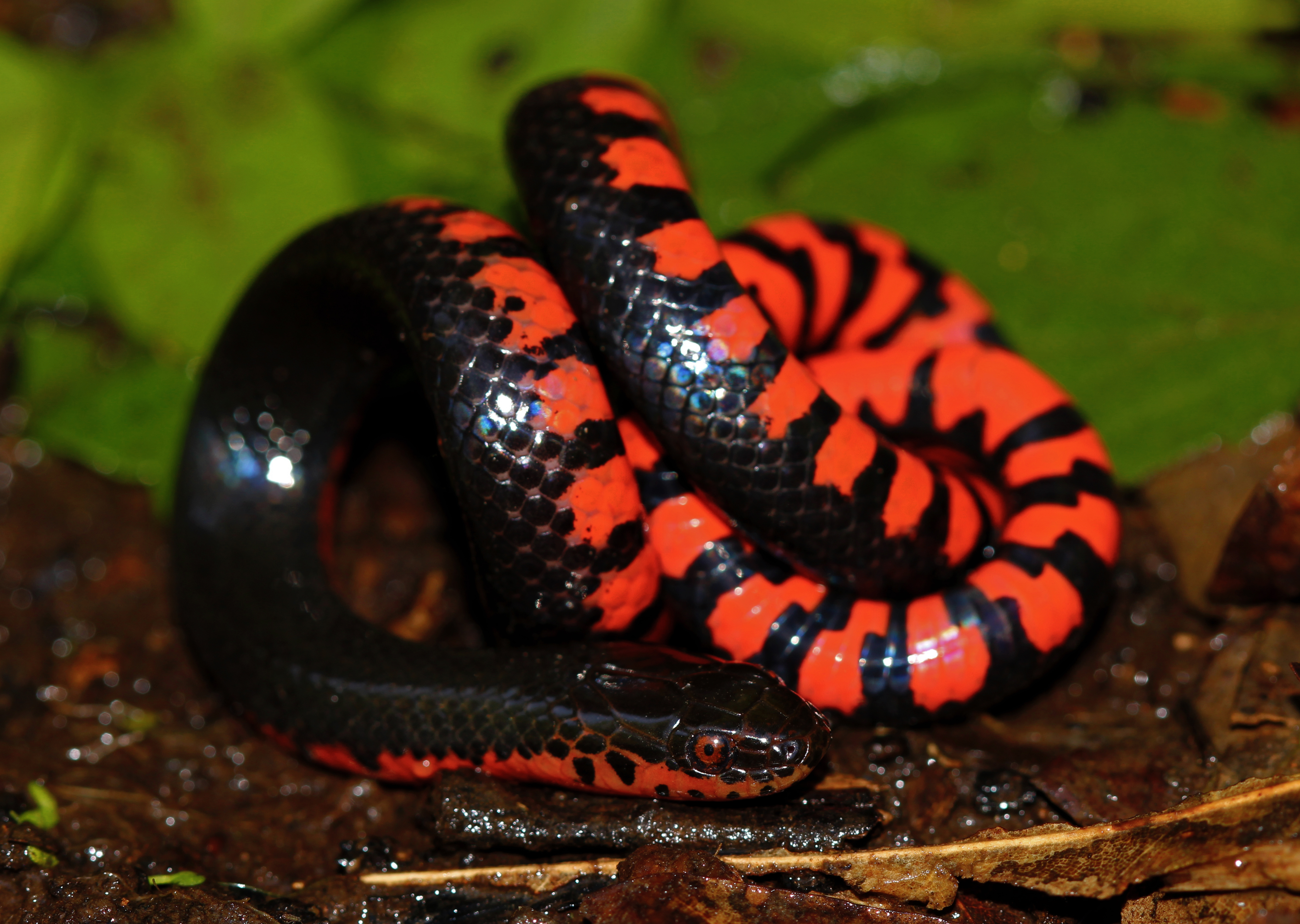
Schlammnatter in Abwehrhaltung

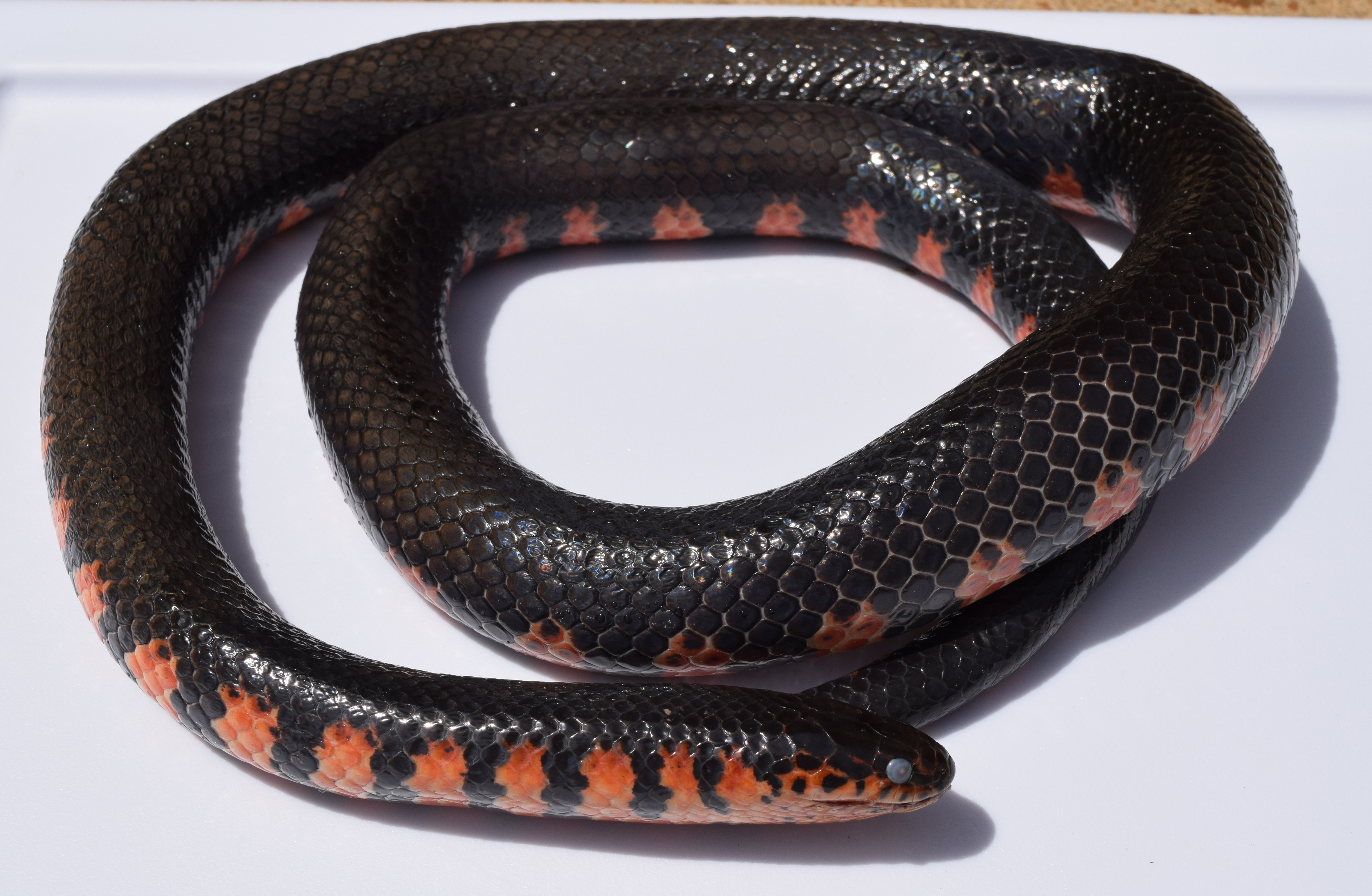
Schlammnatter, eine reifenähnliche Form annehmend

Die überwiegend nachtaktiven Schlammschlangen führen ein aquatisches Leben und verbringen den größten Teil ihrer Zeit zwischen der Wasservegetation oder im Schlamm. Sie verlassen das Wasser ungern und werden deshalb nur selten von Menschen gesehen. In regnerischen Sommernächten wechseln sie zuweilen ihren Standort und können dann beim Überqueren von Straßen beobachtet werden. Die Paarungszeit ist im Frühjahr und ein Weibchen legt durchschnittlich 20 bis 30 Eier in eine feuchte unterirdische Höhle. Zuweilen wurden selbst Gelege von über 100 Eiern gezählt. Die Weibchen bewachen bis zum Schlüpfen der Jungen noch 8 bis 12 Wochen das Gelege.
Die Nahrung der erwachsenen Schlangen besteht in erster Linie aus Amphibien. Bevorzugt werden dabei Aalmolche (Amphiuma) und Armmolche (Sirenidae). Jungtiere fressen überwiegend Kaulquappen. Ein Dorn an der Spitze des Schwanzes wird verwendet, um rutschige Beute festzuhalten, beispielsweise schleimige Molche. Gelegentlich wird der Dorn auch zur Abwehr von Fressfeinden angewendet, wobei Stiche in das Maul eines Angreifers platziert werden. Außerdem rollen sie sich spiralförmig zusammen, um die Lage des besonders gefährdeten Kopfes zu verschleiern, und versuchen den Angreifer mit der roten Körperunterseite zu erschrecken. Auch sind sie in der Lage, zur Verteidigung ein übelriechendes Sekret auszustoßen.
Das Verhalten der großen Schlange, sich zuweilen in Form eines Reifens (engl.: hoop) zusammenzurollen, verlieh ihr neben der gebräuchlichen Bezeichnung Mud Snake außerdem den englischen Trivialnamen Hoop Snake. Angaben, die Schlange beiße dabei in ihren eigenen Schwanz und rolle auf Menschen zu, fallen jedoch in den Bereich der Mythen.

## Gefährdung
Die Schlammnatter ist in vielen ihrer Vorkommensgebiete nicht selten. Aufgrund ihrer versteckten Lebensweise sind genaue Angaben über die Populationsdichte jedoch oft unsicher. Von der Weltnaturschutzorganisation IUCN wird die Art als „Least Concern = nicht gefährdet“ klassifiziert.